# Reagrupament Valldostà
Reagrupament Valldostà (francès Rassemblement Valdôtain) és un partit polític de la Vall d'Aosta, format com a escissió conservadora de la Unió Valldostana (UV). A les eleccions regionals de la Vall d'Aosta de 1963 es presentà com a Reagrupament Independent Valldostà i va obtenir el 3,3% dels vots. Adoptà el nom actual el 1967, després d'unir-se a altres grups conservadors valldostans, i va obtenir dos escons a les eleccions regionals de 1968 i un a les de 1973. Durant tots aquests anys va exercir com a aliat menor de la DCI al Consell de la Vall.